# Овчаренко Сергій Валентинович
Сергій Валентинович Овчаренко (нар. 3 вересня 1968) — український футболіст та український тренер, головний тренер Чоловічої паралімпійської збірної України.

## Кар'єра гравця
Футбольну кар'єру розпочав у 1985 році в складі дубля дніпропетровського «Дніпра». В складі команди провів 5 поєдинків. По завершенні сезону закінчив кар'єру футболіста.

## Кар'єра тренера
По завершенні кар'єри футболіста розпочав тренерську діяльність. Працює у Придніпровській академії фізичної культури і спорту. Кандидат наук з фізичного виховання та споту. Доцент кафедри спортивних ігор. З 1997 року працює головним тренером Чоловічої паралімпійської збірної України.

## Досягнення

### Як тренера
- Паралімпійські ігри
  -  Чемпіон (3): 2004, 2008, 2016
  -  Срібний призер (2): 2000, 2012

- Чемпіонати світу/Всесвітні ігри/Кубок Світу
  -  Чемпіон (8): 1998, 2001, 2003,2005, 2009, 2013, 2017, 2022
  -  Срібний призер (2): 2015, 2019
  -  Бронзовий призер (2): 2007, 2011

- Чемпіонат Європи
  -  Чемпіон (6): 1999, 2002, 2006, 2010, 2014, 2023

## Нагороди
- Орден князя Ярослава Мудрого IV ст. (4 жовтня 2016) — за значний особистий внесок у розвиток паралімпійського руху, підготовку спортсменів міжнародного класу, забезпечення високих спортивних результатів національною паралімпійською збірною командою України на XV літніх Паралімпійських іграх 2016 року в Ріо-де-Жанейро[1]
- Орден князя Ярослава Мудрого V ст. (17 вересня 2012) — за значний особистий внесок у розвиток паралімпійського руху, підготовку спортсменів міжнародного класу, забезпечення високих спортивних результатів національної збірної команди України на XIV літніх Паралімпійських іграх у Лондоні[2]
- Орден «За заслуги» I ст. (7 жовтня 2008) — за значний особистий внесок у розвиток паралімпійського руху, підготовку спортсменів міжнародного класу, забезпечення високих спортивних результатів національною збірною командою України серед спортсменів-інвалідів на XIII літніх Паралімпійських іграх в Пекіні[3]
- Орден «За заслуги» II ст. (19 жовтня 2004) — за досягнення значних спортивних результатів, підготовку чемпіонів та призерів XXII літніх Паралімпійських ігор у Афінах, піднесення міжнародного престижу України[4]
- Орден «За заслуги» III ст. (12 грудня 2003) — за значний особистий внесок у розвиток фізичної культури і спорту серед спортсменів-інвалідів, досягнення високих спортивних результатів, виявлені при цьому мужність, волю і самовідданість[5]
- Заслужений працівник фізичної культури і спорту України (2 листопада 2000) — за підготовку та забезпечення участі членів збірної команди України на XI Параолімпійських іграх в Сіднеї[6]
- Заслужений тренер України
- Нагороджений подякою Прем'єр-міністра України (2012 р.); пам'ятною медаллю «За вагомий внесок у розвиток Дніпропетровської області» (2012 р.) та іншими відзнаками.